# Stafford Cripps
Sir Richard Stafford Cripps (født 24. april 1889 i London, England, død 21. april 1952 i Schweiz) var en britisk socialist og fremstående politiker fra Labour Party.
Han var født i London som søn af et konservativt parlamentsmedlem, uddannet ved privatskole og University College i London. Han blev advokat, og tjentegjorde under første verdenskrig som engelsk soldat. Han blev senere blandt andet handelsminister og finansminister i England.